# Radikalisierung
Radikalisierung beschreibt den Prozess, in dem ein Individuum oder eine Gruppe radikale oder extreme politische, soziale oder religiöse Einstellungen und Überzeugungen entwickelt oder übernimmt und sich gegebenenfalls eine dementsprechende Ideologie zu Eigen macht. Es handelt sich dabei nicht um eine einmalige, isolierte Entscheidung, sondern eine graduelle Entwicklung, die schrittweise und kumulativ zu Veränderungen des politischen, sozialen oder religiösen Denkens, des Handelns gegenüber Mitmenschen und gesellschaftlichen Institutionen, des sozialen Umfelds, der Lebensplanung sowie der Persönlichkeitsstruktur führen und im Ergebnis in Extremismus, Gesellschaftsfeindschaft und Befürwortung von oder sogar Beteiligung an verfassungsfeindlichen, revolutionären, kriegerischen oder terroristischen Akten münden kann. Die vertretenen Meinungen weichen laut Sanne B. Geeraerts in der Folge immer weiter von den vorherrschenden ab, während es dem im Prozess der Radikalisierung befindlichen Individuum immer schwerer falle, gegensätzliche Meinungen zu akzeptieren. Dieser Prozess sei nicht eindimensional, sondern von verschiedenen Faktoren abhängig.

## Konfrontative Taktiken
Im Zuge der Rekonzeptualisierung von Radikalisierung als ein individueller oder kollektiver (Gruppen-)Prozess, durch den, meistens in einer Situation politischer Radikalisierung, normale Methoden des Dialoges, Kompromisses und der Toleranz zwischen politischen Akteuren und Gruppen mit unterschiedlichen Interessen aufgegeben werden, kann es, von einer oder von beiden Seiten in einer Konflikt-Dyade zu Gunsten einer wachsenden Einsatzbereitschaft, dazu kommen, dass konfrontative Taktiken beim Austragen des Konfliktes betrieben werden.
Diese können Verwendung von (gewaltfreiem) Druck und Nötigung, verschiedene Formen politischer Gewalt (nicht Terrorismus) oder Handlung von gewalttätigem Extremismus in Form von Terrorismus oder Kriegsverbrechen einschließen.
Der Prozess ist auf Seiten des rebellischen Lagers allgemein begleitet von ideologischer Sozialisierung weg vom Status quo und den am Mainstream orientierten Positionen hin zu radikaleren oder extremistischeren Positionen, die eine dichotome Weltsicht beinhalten und die Akzeptanz eines alternativen fokalen Ortes politischer Mobilisierung abseits der dominanten politischen Ordnung, da das existierende System nicht mehr als angemessen/legitim angesehen wird.

## Mechanismen
Der Prozess der Radikalisierung läuft nicht immer gleich ab. Menschen aus unterschiedlichen sozioökonomischen und persönlichen Verhältnissen radikalisieren sich auf je verschiedene Weise. Eine allgemeingültige oder einheitliche wissenschaftliche Erklärung für das Phänomen der Radikalisierung gibt es nicht. In der Forschung werden verschiedene Ansätze unterschiedlicher Fachbereiche verfolgt, die alle kein vollständiges oder umfassendes Erklärungsmodell anbieten, sondern sich gegenseitig ergänzen. Vor allem Theorien der Gruppendynamik aus der Sozialpsychologie kommen oft zur Anwendung.

### Individuell
Es existieren verschiedene psychologische Modelle, die die Ursachen und Mechanismen der Radikalisierung auf individueller Ebene zu erklären versuchen. Die meisten Theorien gehen davon aus, dass in Folge eines einschneidenden persönlichen Erlebnisses ein Ressentiment entsteht, das die weitere Radikalisierung vorantreibt.

#### Entstehung des „Terroristen Mindset“ nach Borum
Der Psychologe Randy Borum leitete aus Fallbeobachtungen im Jahr 2003 ein vierstufiges Entwicklungsmodell für die Entstehung gewaltbereiter Überzeugung bei Individuen ab. 

Radikalisierung nach Borum in 4 Stufen

Borum beschreibt die 4 Phasen wie folgt:
1. Kontext: soziale und ökonomische Deprivation
2. Vergleich: aus der beobachten Ungleichheit, die als Ungerechtigkeit wahrgenommen wird, entsteht eine Unzufriedenheit.
3. Attribution (Zuweisung): Zuschreibung der Schuld für die Ungleichheit an eine Gruppe.
4. Reaktion: Entmenschlichung und Stereotypenbildung im Bezug auf die „Schuldigen“

Es handelte sich dabei ursprünglich um eine praxisnahe Heuristik aus der Polizeiausbildung und keine empirisch fundierte Theorie.

#### Treppenstufen zum Terrorismus nach Moghaddam
Als „staircase to terrorism“, Treppenstufen zum Terrorismus, bezeichnet Fathali M Moghaddam sein sechsstufiges Erklärungsmodell. Während es, wie Borums Model, von Eskalationsstufen ausgeht, berücksichtigt Moghaddam, dass immer weniger Menschen die höheren Stufen des „enger werden Treppenhauses der Radikalisierung“ erreichen.

#### Jihadisierungsmodell der Polizei New York
Viel Verbreitung hat das von der Polizei in New York in Zusammenarbeit mit Experten entwickelte Model der Jihadisieurng erfahren. Das erklären soll warum Bürger eines westlichen Landes sich dem Salafismus zuwenden. Es beschreibt einen linearen Prozess aus den Phasen Selbst-Identifikation, Indoktrinierung und abschließend Jihadisierung.
- In bestimmten Fällen führen politische Ereignisse oder Entwicklungen dazu, dass Individuen sich radikalisieren. Häufig assoziieren sich diese Individuen mit größeren intellektuellen Bewegungen.   Bekanntes Beispiel hierfür ist Ted Kaczynski – auch als Unabomber bekannt.

- Typischerweise verläuft der Beitritt zu einer radikalen Gruppe langsam und graduell.  Der Mechanismus durch den ein Individuum sich schrittweise selbst überzeugt ist in der Sozialpsychologie gut untersucht. Die  Theorie der kognitiven Dissonanz erklärt diesen Umstand mit der Bestrebung, Unterschiede im eigenen Verhalten und den eigenen Überzeugungen zu minimieren. Das wohl bekannteste Verhaltensexperiment dazu stellt das Milgram-Experiment dar.

- Individuen werden durch persönliche Bekanntschaften von einer terroristischen Gruppe rekrutiert. Dieser Mechanismus wird vor allem von Forschern der Social Movement Theory untersucht.

### Gruppen
Eine große Rolle bei der Radikalisierung spielen die Interaktion innerhalb einer Gruppe und die Auswirkungen von Gruppenprozessen auf das Individuum. Hier können unter anderem schon bestehende Konzepte aus der sozialpsychologischen Forschung zur Gruppendynamik angewendet werden.
- In Gruppen kommt es insgesamt zu einer erhöhten Übereinstimmung und gleichzeitig zu einer Verschiebung der durchschnittlichen Meinung hin zu Extremen. Dieses Phänomen bezeichnet die Sozialpsychologie als Gruppenpolarisierung.

- In Isolation und unter Bedrohung entwickeln Gruppen eine starke Interdependenz. Diese führt zu einem extremen Zusammenhalt innerhalb der Gruppe, welcher seinerseits einen hohen Druck für gruppenkonformes Verhalten sowie eine internalisierte Übereinstimmung von Werten nach sich zieht.

- Gruppen, die sich im Wettbewerb um dieselben Sympathisanten befinden, können ihren Status durch radikalere Handlungen für die Sache vergrößern. Dies kann so weit gehen, dass Gruppen, die ähnliche Ziele verfolgen, aktiv bekämpft werden. Ein extremes Beispiel hierfür sind die LTTE.

- Durch die Interaktion von Gruppen und der Staatsgewalt kann es zu einer gegenseitigen Eskalation kommen. Einerseits kann der übermäßige Einsatz von Gewalt von Seiten des Staates gegen die Gruppe dazu führen, dass sich die Sympathie für die Gruppe erhöht und somit neue Leute der Gruppe beitreten. Gleichzeitig bleiben nur diejenigen Gruppenmitglieder zurück, deren Überzeugung für die Sache stark genug ist, um dem Konflikt mit dem Staat standzuhalten.

- Der Konkurrenzkampf innerhalb der Gruppe um Status wie ihn die Theorie des sozialen Vergleichs beschreibt, kann starke Konflikte hervorrufen. In der Folge kann es zu einer Aufspaltung der terroristischen Gruppen kommen. Beispiel hierfür ist die IRA, die sich auf viele konkurrierende Gruppen verteilt.

- Gruppen, die sich über längere Zeiträume im Konflikt miteinander befinden, werden extremer in ihrer negativen Auffassung voneinander, besonders wenn der Konflikt gewaltsam verläuft. Diese Tendenz kann so extrem werden, dass der Feind nicht länger als Mensch behandelt wird, es kommt zu einer Entmenschlichung.

### Gesellschaftlich
Auch gesamtgesellschaftliche Phänomene wie etwa die Globalisierung können eine wichtige Rolle im Radikalisierungsprozess einnehmen. Durch das Wegfallen von Traditionen und Normen kommt es zu Verunsicherung und Problemen bei der Identitätssuche.

## Risikofaktoren und Ursachen
Es lassen sich eine Reihe von Risikofaktoren für die Radikalisierung eines Individuums ausmachen. Ein Vorhandensein dieser Prädiktoren hat jedoch nicht notwendigerweise die Radikalisierung eines Individuums zur Folge. Es handelt sich vielmehr um den Versuch, gewisse Risiken erkenntlich zu machen und so einen möglichen Ansatz zur Prävention zu bieten.
Ohne Anspruch auf Vollständigkeit schlägt John Horgan die folgende Risikofaktoren vor:
- Emotionale Verletzlichkeit, wie beispielsweise Wut oder das Gefühl der Nichtzugehörigkeit.

- Unzufriedenheit mit der aktuellen Beschäftigung, in politischem oder sozialen Sinne; das Gefühl, dass die politischen Gegebenheiten keine Ergebnisse erzielen. Terrorismus wird dann als dringend notwendig angesehen, um sich zu verteidigen.

- Identifikation mit Opfern, um Anschläge gegen den Gegner zu rechtfertigen.

- Der Glaube, dass es nicht unmoralisch ist, gewalttätig gegen den Staat vorzugehen.

- Der Glaube, im Tod mehr zu erreichen, als man es im Leben jemals könnte und durch die Taten den Respekt und die Autorität innerhalb der Gruppe zu steigern.

- Verwandtschaft oder sozialer Kontakt mit Menschen, die die gleichen Probleme erleiden oder bereits in einer radikalen Organisation involviert sind.

Der niederländische Terrorismusforscher Alex P. Schmid führt eine Unterteilung von Ursachen der Radikalisierung in drei Ebenen an:
1. Mikro-Ebene (individuelle Ebene): Umfasst z. B. Identitätsprobleme, gescheiterte Integration, Gefühl der Alienation, Marginalisierung, Diskriminierung, Entbehrung, Erniedrigung, Stigmatisierung und Zurückweisung, oft kombiniert mit moralischer Entrüstung und Rachegefühlen
2. Meso-Ebene (das „breitere radikale Milieu“): Die unterstützende oder sogar beteiligte soziale Umgebung, welche als Vereinigungspunkt dient und die „fehlende Verbindung“ zu der breiteren Anhängerschaft oder Referenzgruppe der Terroristen ist, die unzufrieden ist und Ungerechtigkeiten erleidet. Dies kann wiederum zu Radikalisierung von Teilen der jungen Kohorte und zu der Bildung von terroristischen Organisationen führen.[12]
3. Makro-Ebene (Rolle der Regierung und der Gesellschaft in der Heimat und im Ausland): die Radikalisierung öffentlicher Meinung und Parteipolitik, angespannte Mehrheiten-Minderheiten Beziehungen, besonders bezogen auf Diaspora und die Rolle fehlender sozio-ökonomischer Möglichkeiten für ganze Teile der Gesellschaft, was dann zu Mobilisierung und Radikalisierung der Unzufriedenen führt, was teilweise die Form von Terrorismus annehmen kann.[13]

## Islamistische Radikalisierung
Ein Sonderfall der Radikalisierung ist die islamistische Radikalisierung mit salafistischer Ideologie. Rauf Ceylan und Michael Kiefer betrachten ihn als einen mehrphasigen Prozess (1. Prä-Radikalisierung, 2. Selbstidentifikation, 3. Indoktrination, 4. Dschihadisierung), „in dem sich bislang unauffällige Menschen in einem kürzeren oder längeren Zeitraum, in Gruppenprozessen oder alleine radikale Positionen zu eigen machen, die mit oder ohne Gewaltbefürwortung auf eine Beseitigung der hiesigen freiheitlich-demokratischen Werteordnung zielen.“ End- oder Höhepunkt der Radikalisierung ist eine religiös begründete gewaltbefürwortende Haltung, die jederzeit in ein delinquentes Verhalten münden kann. Unklar ist dabei allerdings, ab wann eine Person als radikalisiert gilt. Beurteilungen von Behörden, Lehrkräften, Sozialpädagogen etc. basieren meist auf Teilbeobachtungen und darauf gestützten Mutmaßungen. Wissenschaftliche Kriterien für eine seriöse Urteilsbildung fehlen bisher. Die Radikalisierung im Islam ist nach Einschätzung des Islamwissenschaftlers Peter Heine „nicht zu trennen vom Phänomen der Auseinandersetzung“ mit dem Westen. Der Psychologe Ahmad Mansour hat die Auffassung geäußert, dass unterdrückte Sexualität bei der islamischen Radikalisierung eine Schlüsselrolle spiele.

## Extremismus
Extremismus ist als eine Sub-Kategorie von Radikalisierung zu betrachten. Er zeichnet sich durch spezifische Denkweisen und/oder Handlungen aus, die sich grundsätzlich gegen den Kernbestand der bestehenden Verfassung richten. Unterschieden wird dabei in die beiden folgenden Arten:
- Kognitiver Extremismus (Einstellungsebene)
- Gewaltorientierter Extremismus (Handlungsebene)

„Vor dem Hintergrund demokratischer Ordnung zeichnet sich Extremismus damit auf der Einstellungsebene durch Befürwortung jeglicher Form von religiöser und rassistischer Vorherrschaft sowie von Ideologien aus, die demokratische Prinzipien, wie Freiheits- und Menschenrechte, in Frage stellen. Auf der Handlungsebene umfasst er Aktionsformen, die das Leben, die Freiheit und die Rechte anderer Menschen einschränken bzw. gefährden.“

### Das Internet und Extremismus
Das Internet dient als Quelle für Informationen und Unterhaltung und wird dahingehend überwiegend von jüngeren Menschen genutzt. Der unbegrenzte Zugang erleichtert es extremistischen Gruppen ihre Ideologien darzustellen und zu verbreiten.
Dabei dienen Websites, Online-Magazine/-Foren und E-Books hauptsächlich zur Mobilisierung und Rekrutierung neuer Mitglieder. Beispielsweise koordinierten sich die Attentäter, die in Paris 2015 130 Menschen ermordeten über Telegram.
Über die Rolle des Internets (Köhler, 2014) existiert eine Studie mit der Befragung von 8 ehemaligen deutschen Rechtsextremisten, die 5 begünstigende Faktoren des Internets im Radikalisierungsprozess ausmacht:
1. kostengünstiger und effizienter Weg zur Vernetzung.
2. Das Internet bietet die Wahrnehmung eines zwangsfreien Raumes und Anonymität.
3. Raum zum Austausch von wichtigen Informationen zum gewählten Lebensstil (verbotene Literatur, Musik etc.).
4. Grundlage ideologischer Entwicklungen durch potentiell unbegrenzte Anzahl von Menschen mit unterschiedlichen Meinungen.
5. Das Gefühl, Teil einer großen Masse zu sein.

Das Internet bietet die Möglichkeit, Interessenten in Social-Media-Kanälen direkt zu kontaktieren, und erleichtert den Übergang vom passiven Rezipienten zum aktiv Beitragenden. Außerdem gewährt es die Möglichkeit diesen Rollenwechsel im Internet zu erproben und zu intensivieren. Jugendliche und Kinder sind besonders anfällig für den Einfluss radikaler und extremistischer Strömungen, da diese noch stark mit Ideen, Identitätsmodellen, Sichtweisen und Perspektiven experimentieren. Des Weiteren sind jüngere Menschen in der Selbstfindungsphase offener und aufgeschlossener für neue unbekannte Konzepte, Ideologien und Sichtweisen.

### Digitale Resonanzräume
Auch Echokammern oder Filterblasen genannt, bieten digitale Resonanzräume Individuen im Internet die Möglichkeit, ihre eigenen Meinungen und Ansichten gegenseitig zu stärken ohne diese durch Konfrontation mit alternativen Sichtweisen zu reflektieren. Auf diese Weise tragen sie zu einem in sich geschlossenen ideologischen Weltbild bei und ermöglichen und/oder beschleunigen Radikalisierung. Die in den Echokammern entstandene Bestätigungsverzerrung bildet sich durch eine Kombination aus Halböffentlichkeit und Algorithmen, welche Inhalte auf Plattformen filtern und verstärken; Sie „entscheiden“ darüber, welche Inhalte dem Nutzer angezeigt werden. Halböffentlichkeit meint den Eindruck, dass man über informationelle Selbstbestimmung verfügt, das reale Ausmaß ist den meisten Nutzern aber nicht bewusst.

### Terrorismus
Terrorismus ist ein stark umstrittener und polarisierter Begriff, zu dem verschiedene Definitionen existieren. Durch das unterschiedliche Verständnis von Terrorismus als solcher (Links-extremer Terrorismus, Rechts-extremer Terrorismus, jihadistischer Terrorismus, Cyber-Terrorismus etc.) wird die Suche nach zu Terrorismus führender Radikalisierung äußerst komplex und vielschichtig. Konzeptionell wird Terrorismus durch acht Narrative ausgedrückt:
- als Ausdruck religiöser Konstruktionen;
- als Protest- und Versammlungssymbol (ideologisch);
- als Instrument der Politik (politisch);
- als gewalttätiges kriminelles Verhalten (organisierte Kriminalität);
- als Mittel der Kriegsführung (raumzeitliche Schneise);
- als Propagandawerkzeug (visuelle Kriegsführung durch Medien);
- als Rache (Norm);
- als Vigilantismus (Staatsfunktionalismus)

### Kontextuelle Abhängigkeit
Eine Schwierigkeit bei der Definition von „Extremismus“ und „Radikalismus“ stellen die Begriffe selbst dar, da keine universelle Gültigkeit für die vorhandenen Definitionen gewährleistet werden kann. Vielmehr müssen diese Begriffe stets im Kontext nationalstaatlicher und historischer Rahmenbedingungen bewertet werden.

## Prävention

### Österreich
In A gibt es aus Sicht von 2024 seit einigen Jahren das Bundesweite Netzwerk Extremismusprävention und Deradikalisierung (BNED). Vor einigen Jahren wurde ein Nationaler Aktionsplan Extremismusprävention und Deradikalisierung erstellt, doch erst im Mai 2024 veröffentlicht. Die Bundesregierung stellte 2024 insgesamt 8 Mio. Euro pro Jahr an Fördermitteln bereit. Die NGO Beratungsstelle Extremismus wird überwiegend vom Jugendministerium mit 900 k€ pro 2 Jahre gefördert. Ihre Leiterin Verena Fabris fordert, dass das Thema Extremismusprävention über Weiterbildungen an Pädagogischen Hochschulen und Universitäten an alle Lehrpersonen heranzutragen wäre.